# فلز واسطه
عناصر واسطه همگی خصلت فلزی دارند. از نظر موقعیت در جدول تناوبی از دوره چهارم به بعد، بین دو عنصر اصلی اول و شش عنصر اصلی آخر دوره و در ده خانه، قرار دارند. از نظر آرایش الکترونی بر عکس فلزات قلیایی و قلیایی خاکی هم دوره خود، سطح انرژی تراز n-1)d) لایه ظرفیت آن‌ها از سطح تراز ns این لایه پایین‌تر است. از این رو آخرین الکترون اتم آن‌ها در n-1)d) وارد می‌شود و تراز لایه p ظرفیت و اتم آن‌ها از الکترون خالی است.

## طبقه‌بندی عناصر واسطه
این عنصرها بسته به اینکه الکترون متمایزکننده اتم آن‌ها در تراز n-۱)d) و یا در تراز n-۲)f) لایه ظرفیت وارد شود، به دو دسته تقسیم می‌شوند.
| گروه    | ۳         | ۴      | ۵      | ۶      | ۷      | ۸      | ۹      | ۱۰     | ۱۱     | ۱۲     |
| ------- | --------- | ------ | ------ | ------ | ------ | ------ | ------ | ------ | ------ | ------ |
| تناوب ۴ | Sc 21     | Ti 22  | V 23   | Cr 24  | Mn 25  | Fe 26  | Co 27  | Ni 28  | Cu 29  | Zn 30  |
| تناوب ۵ | Y 39      | Zr 40  | Nb 41  | Mo 42  | Tc 43  | Ru 44  | Rh 45  | Pd 46  | Ag 47  | Cd 48  |
| تناوب ۶ | * ۵۷–۷۱   | Hf 72  | Ta 73  | W 74   | Re 75  | Os 76  | Ir 77  | Pt 78  | Au 79  | Hg 80  |
| تناوب ۷ | ** ۸۹–۱۰۳ | Rf 104 | Db 105 | Sg 106 | Bh 107 | Hs 108 | Mt 109 | Ds 110 | Rg 111 | Cn 112 |

## فلزات واسطه دسته d
الکترون‌های متمایزکننده اتم این عنصرها در تراز n-1)d) لایه ظرفیت اتم آن‌ها وارد می‌شود و عموماً (غیر از روی و کادمیم)، در حالت اکسایش صفر یا دست کم در یکی از حالت‌های اکسایش بالاتر از صفر، یک یا چند اوربیتال تک الکترونی در تراز لایه ظرفیت اتم خود دارند. عنصرهای واسطه دوره چهارم (ردیف ۳d)، دوره پنجم (ردیف ۴d)، دوره ششم (ردیف ۵d) و دوره هفتم (ردیف ۶d)، جزو این دسته از فلزات هستند.

## فلزات واسطه دسته F
این عناصر که الکترون‌های متمایزکننده اتم آن‌ها، در ترازهای n-2)F) لایه ظرفیت که ترازهای نسبتاً درونی‌اند قرار می‌گیرند، به عناصر واسطه داخلی معروفند و جزو عنصرهای گروه III B در جدول تناوبی هستند و دو ردیف متمایز از عنصرهای واسطه را شامل می‌شوند که عبارتند از اکتنیدها و لانتانیدها.

## خواص فیزیکی عناصر واسطه
به غیر از عناصر واسطه گروه II B (یعنی روی، کادمیم، جیوه) فلزهای واسطه دیگر دماهای ذوب و جوش، گرمای نهان تبخیر، چگالی، سختی، انرژی بستگی نسبتاً بالایی دارند (در بین آن‌ها تنها جیوه در دمای معمولی مایع است). شدت این خواص در عنصرهای واسطه میانی هر ردیف بیشتر می‌شود. دلیل این رویداد، وجود اوربیتالهای تک الکترونی نسبتاً زیاد در تراز d و امکان همپوشانی مناسب این اوربیتال‌ها، تشکیل پیوند کووالانسی در شبکه بلور و افزایش انرژی بستگی بلور فلزی است. اما در آخرین عنصر واسطه هر ردیف، انرژی بستگی به پایینترین حد خود نزول می‌کند.

## خواص مکانیکی عناصر واسطه

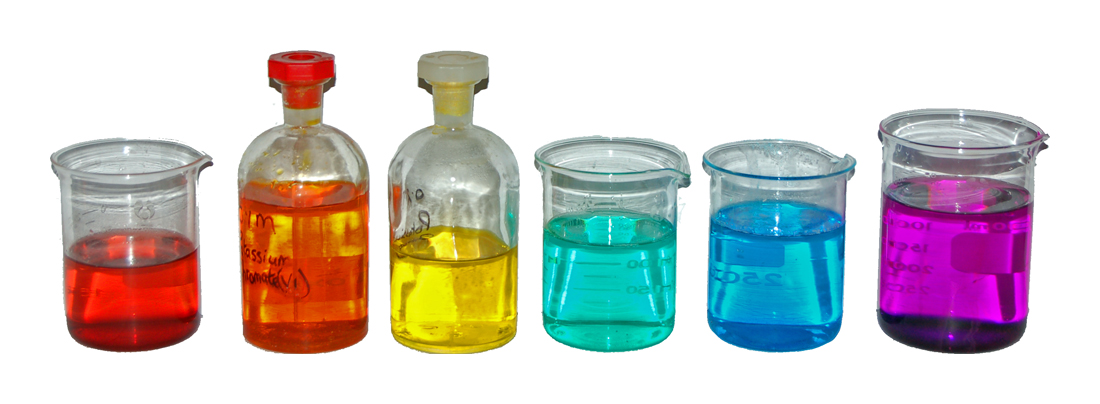
از چپ به راست، محلولهای ابی (آبدار): پیوند=کبالت(II) نیتراتCo(NO_{3})_{2} (قرمز); پیوند=پتاسیم دی کروماتK_{2}Cr_{2}O_{7} (نارنجی); K_{2}CrO_{4} (زرد); NiCl_{2} (فیروزه‌ای); CuSO_{4} (ارغوانی).

فلزهای واسطه عموماً انعطاف‌پذیرند، قابلیت تغییر شکل دارند، خاصیت چکش خواری، صیقل پذیری، تورّق و مفتول شدن آن‌ها خیلی زیاد است. در مقابل ضربه، فشار و کشش، مقاومت دارند (غیر از جیوه که مایع، روی و کروم که شکننده‌اند).
البته فلزهای گروه IB (مس، نقره و طلا) بسیار نرم‌اند. این فلزها با یکدیگر و نیز با برخی نافلزات، آلیاژهای بسیار مهمی تشکیل می‌دهند که خواص و کاربردهای ویژه‌ای در پژوهش، علم و صنعت دارند. از آلیاژ این فلزات در ساخت موتور جت هواپیما، استفاده می‌شود.

## خواص مغناطیسی
این فلزها عموماً (غیر از روی و کادمیم) در حالت آزاد و خنثی یا دست کم در یکی از حالتهای اکسایش خود در ترکیبها، دارای اوربیتال‌های تک الکترونی‌اند. از این‌رو، غالباً در حالت گازی یا در بسیاری از ترکیبات کوئوردیناسیون خود، به ویژه با لیگاندهای ضعیف دارای خاصیت پارامغناطیسی‌اند. بدیهی است برخی از آن‌ها که فاقد الکترون جفت‌نشدهاند، حتی در حالت آزاد (گازی) دارای خاصیت دیامغناطیسی‌اند (مانند روی و کادمیم) یا ممکن است برخی از آن‌ها با داشتن الکترونهای جفت‌نشده در بلور، آنتی فرومغناطیس باشند یا در ترکیبات کمپلکس یا لیگاندهای قوی یا مغناطیس باشند (کروم).

## الکترونگاتیوی
به علت کوچک بودن اندازه اتم و زیاد بودن بار مؤثر هسته، عنصرهای واسطه نسبت به عنصرهای اصلی، الکترونگاتیوی و انرژی یونش عنصرهای واسطه نسبت به اتم‌های اصلی همدوره خود بیشتر است.

## رسانایی برق و گرما
فلزات واسطه، عموماً جریان برق را به خوبی هدایت می‌کنند، قدرت رسانایی عنصرهای گروه IB از فلزهای دیگر بیشتر است، (دلیل آن پر بودن اوربیتالهای تراز d و وجود اوربیتال تک الکترونی S لایه ظرفیت است). رسانایی گرمایی این فلزات به موازات رسانایی الکتریکی آن‌ها افزایش می‌یابد. رسانایی الکتریکی وانادیوم از فلزهای دیگر کمتر است.

## فلزات واسطه خارجی

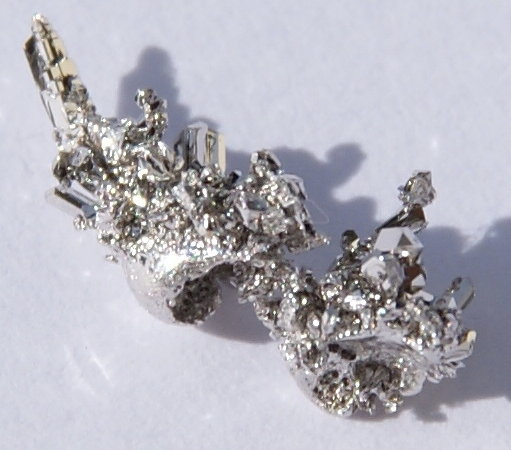
تصویری حقیقی از فلز دسته d(واسطه) پالادیم. دوره پنجم، گروه دهم.

این دسته از فلزات را می‌توان در خود جدول تناوبی مشاهده کرد در عناصر واسطه خارجی زیر لایهٔ d در حال پرشدن است، این عناصر نسبت به فلزات گروه اول و دوم سختی، چگالی و دمای ذوب و جوش بالاتری دارند، همه فلزات (اعم از قلیایی، قلیایی خاکی و واسطه و فلزات اصی دسته p) جامد می‌باشند به جز جیوه که در دمای اتاق به حالت مایع می‌باشد و یک استثناء به‌شمار می‌آید. در آرایش الکترونی این عناصر بی نظمی‌های متعددی دیده می‌شود، برای مثال دو نمونه از این بی نظمی‌ها در دو عنصر Cr و Cu دیده می‌شوند، گروه یازدهم یا IB با نام فلزات سکه ساز نیز شناخته می‌شوند که شامل سه عنصر مس، نقره و طلا می‌باشد، البته در بین فلزات واسطه خارجی نامگذاری‌های دیگری نیز وجود دارد؛ که به صورت دسته‌ای صورت گرفته‌اند و نظمی بین این دسته‌بندی‌ها دیده نمی‌شود، برای مثال دو نمونه از این دسته‌بندی‌ها عبارتند از:
- فلزات پلاتینی: که شامل شش عنصر پالادیم، پلاتین، رودیم، ایریدیم، روتنیم و اوسمیم می‌باشد.
- تریاد‌ها یا فلزات فرومانتیک یا دستهٔ سه تایی‌ها: که شامل آهن، کبالت و نیکل سه عنصر که در نامگذاری آیوپاک در یک گروه قرار گرفته‌اند و در تناوب چهارم جدول تناوبی و گروه‌های هشتم و نهم و دهم قراردارند.

## فلزات واسطه داخلی
با مشاهدهٔ جدول تناوبی دو دسته از عناصر را مشاهده می‌کنید که جدا از جدول تناوبی و در پایین تصویر قرار گرفته‌اند، اینها همان عناصر واسطهٔ داخلی هستند که عناصر دستهٔ اول خواصی مشابه فلز لانتان دارند و به لانتانیدها مشهور هستند و عناصر دستهٔ دوم خواصی مشابه فلز اکتینیم دارند و به اکتینیدها معروف شده‌اند.
از آن جا که قرار دادن لانتانیدها و اکتینیدها در خانه‌های پلاک ۵۷ و ۸۹ میسر نمی‌شد، این دو گروه در پایین جدول تناوبی و به صورت جداگانه اما با ارجاع به دو عنصر لانتانیم (لانتان) و اکتینیم قرارگرفته‌اند.
لانتانیدها: در این عناصر زیرلایهٔ ۴f در حال پرشدن می‌باشد و شامل عناصر از عدد اتمی ۵۷ تا ۷۱ می‌باشند.
اکتینیدها: در این عناصر زیرلایهٔ ۵f در حال پرشدن می‌باشد و شامل عناصر از عدد اتمی ۹۰ تا ۱۰۳ می‌باشد، برای مطالعهٔ اکتینیدها ساختارهسته نسبت به آرایش الکترونی عناصر از اهمیت بیش تری برخوردار است، مشهورترین اکتینید که امروزه بحث‌های زیادی را در اقتصاد و سیاست و علم به خود اختصاص داده‌است اورانیوم می‌باشد که از آن انواع استفاده‌های صلح آمیز و غیر صلح آمیز (برای ساخت سلاح‌های شیمیایی) می‌شود.
از ترکیب فلزات واسطه خارجی با ترکیبات آلی ترکیبات آلی فلزی مهمی با کاربردهای گوناگون تشکیل می‌شوند.